# Creu de Massalliga
La Creu de Massalliga és una creu de terme de Sant Cugat Sesgarrigues (Alt Penedès), situada en una cruïlla de camins rurals, al final del carrer Puigcigró. Està declarada Bé Cultural d'Interès Nacional.

## Descripció
Es tracta d'una columna de pedra d'1,30 m i 30-40 cm de diàmetre dividida en tres trams. La columna es aguantada per una peanya o pedestal de forma conoidal tallat per la part superior. La base de la fita ésta format per dues plataformes formades per blocs de pedra circulars, concèntriques i superposades, la superior de diàmetre menor a la inferior. La columna està coronada per una creu de ferro d'uns 90 cm. L'element té una alçada total de 3,20 m aproximadament.

## Història
Antigament mil·liari romà que després esdevingué creu de terme. Actualment estaria lleugerament desplaçada del seu emplaçament inicial, la Via Augusta romana. Es dona la circumstància que a una milla exacte, a l'actual Mas Comtal, hi havia hagut un altre mil·liari, avui desaparegut.
La primera vegada que consta aquest indret com a propietat de la família Milà és el 1885 i que es descriu com a peça de terra a la partida de les Cases Roges anomenada Creu de Massalliga d’extensió 1 jornal i 17 centaus o sigui 39 àrees i 68 centiàrees. La creu va ser malmesa durant la guerra civil. L'any 1989 es va fer un acte de nova benedicció de la Creu, un cop restaurada. Abans de la guerra civil la Creu de Massalliga era una de les estacions del Via Crucis que es feia al poble. Al llibre 'Les creus al vent' apareix una fotografia de la creu de l'any 1917, on l'anomena 'Creu de Puigcarbó'.